# Revive Adserver
Revive Adserver — программное обеспечение для управления размещением рекламы с открытым исходным кодом, который распространяется под лицензией GNU General Public License. Он имеет встроенный интерфейс управления баннерами и систему отслеживания для сбора статистики. Раньше он был известен под разными именами, совсем недавно как OpenX Source. В сентябре 2013 года OpenX Source был продан Andrew Hill и переименован в Revive Adserver. Текущая база кода для OpenX Enterprise и Revive Adserver (ранее известная как OpenX Source) полностью разделена.
Программное обеспечение позволяет администраторам веб-сайтов осуществлять ротацию баннеров как из внутренних рекламных кампаний, так и из платных или сторонних источников, таких как Google AdSense. Revive Adserver обеспечивает стандартную ротацию баннеров, отслеживание кликов, выбор рекламы на основе зон, таргетинг на зоны, прямой выбор рекламы, таргетинг рекламы (на браузер, домен, язык и т. д.), Ограничение рекламы и поддержку баннеров Adobe Flash.

## История
OpenX Source начинался как phpAdsNew, форк из аналогичного проекта phpAds, созданного Тобиасом Ратшиллером в 1998 году. Когда проект phpAds был закрыт в 2000 году, Вим Годден решил создать phpAdsNew, расширив проект новыми функциями. Он надеялся, что прозвище «New» будет временным и будет продолжаться только до тех пор, пока Ratschiller не сможет обновить сайт phpAds. К сожалению, это произошло только спустя годы, после того, как имя phpAdsNew было слишком хорошо всем известно, чтобы быть изменённым.
В период между 2001 и 2002 годами Вим Годден возглавлял проект phpAdsNew, а затем получал помощь от таких разработчиков, как Нильс Линхир и Фил Хорд, постоянно добавляя новые функции и улучшая существующие. После выпуска версии 1.9 была создана полностью пересмотренная версия 2.0. Этой задачей руководил Нильс Ленхир. Новая версия включает в себя много новых функций, а также пересмотренный графический интерфейс пользователя .
После завоевания популярности и получения поддержки от сообщества проект был переименован в OpenAds. Функции, созданные для phpAdsNew 2.0, также были интегрированы в новейшее программное обеспечение OpenAds, которое на данный момент достигло версии 2.3.
Когда в 2007 году была выпущена версия 2.4.4, OpenAds снова был переименован под новым именем: OpenX. Финальная версия 2.4 v2.4.11 была выпущена в марте 2009 года.
В 2011 году компания OpenX отключила прямую загрузку программного обеспечения (необходимо было заполнять форму). Вим Годден впоследствии сделал доступными все версии GPL от phpAds 1.2.0 до OpenX 2.8.11.
Revive Adserver может быть модифицирован с помощью плагинов.